# Kamalapura, Chiknayakanhalli
Kamalapura là một làng thuộc tehsil Chiknayakanhalli, huyện Tumkur, bang Karnataka, Ấn Độ.